# Piotr Czachowski
Piotr Czachowski (* 7. November 1966 in Warschau) ist ein ehemaliger polnischer Fußballspieler.
Er spielte in Polen für mehrere Vereine (unter anderem für FKS Stal Mielec, Legia Warschau, Zagłębie Lubin und Łódzki KS) in der Ekstraklasa. 1992 wagte er den Schritt ins Ausland nach Italien. Hier spielte er eine Saison lang für Udinese Calcio, konnte sich allerdings nicht durchsetzen und kehrte nach Polen zu Legia Warschau zurück. Von 1993 bis 1995 spielte er erneut im Ausland, und zwar diesmal in Schottland für Dundee United. Hier hatte er zwei erfolgreiche Jahre. Seine Karriere ließ er in Polen bei Aluminum Konin, Okęcie Warschau und KS Piaseczno ausklingen.
Von 1989 bis 1993 absolvierte Czachowski für die polnische Nationalmannschaft 45 A-Länderspiele, in denen er ein Tor erzielte.
Im Jahr 1991 wurde der Nationalspieler als Fußballer des Jahres in Polen ausgezeichnet.

## Erfolge
- Polnischer Meister (1994)
- Polens Fußballer des Jahres (1991)

| Personendaten    | Personendaten             |
| ---------------- | ------------------------- |
| NAME             | Czachowski, Piotr         |
| KURZBESCHREIBUNG | polnischer Fußballspieler |
| GEBURTSDATUM     | 7. November 1966          |
| GEBURTSORT       | Warschau, Polen           |